# Ines Diers
Ines Kleinert-Diers (* 2. November 1963 in Rochlitz als Ines Diers) ist eine ehemalige deutsche Schwimmerin.

## Werdegang
Sie begann ursprünglich ihre Laufbahn als Rückenschwimmerin, um sich dann später auf die Freistildisziplin zu konzentrieren. Bei den Olympischen Spielen 1980 in Moskau wurde sie über 400 Meter Freistil und mit der 4-mal-100-Meter-Freistilstaffel Olympiasiegerin. Ein Jahr später gewann sie bei den Europameisterschaften Gold über 400 Meter Freistil und Silber über 800 Meter Freistil.
Diers konnte in ihrer Karriere den Europarekord über 400 Meter Freistil bei den Olympischen Spielen in Moskau und bei den Schwimmeuropameisterschaften in Split jeweils verbessern.
1980 wurde sie mit dem Vaterländischen Verdienstorden in Silber ausgezeichnet.
1982 beendete sie ihre Schwimmkarriere wegen Lungenproblemen.